# Stilbia turatii
Stilbia turatii là một loài bướm đêm trong họ Noctuidae.